# Liste des châteaux du Var
Cet article recense de manière non exhaustive les châteaux (de défense ou d'agrément), maisons fortes, mottes castrales, situés dans le département français du Var. Il est fait état des inscriptions et classements au titre des monuments historiques.

## Liste
| Icône            | Signification    | Abréviations             | Abréviations                  | Abréviations             | Abréviations           |
| ---------------- | ---------------- | ------------------------ | ----------------------------- | ------------------------ | ---------------------- |
| Château fort     | Château fort     | = Bastide                | = Ferme fortifiée             | = Maison forte           | = (Néo-)Palladianisme  |
| Renaissance      | Renaissance      | = Château gascon         | = Folie (montpelliéraine)     | = Manoir, Gentilhommière | = Résidence épiscopale |
| Domaine viticole | Domaine viticole | = Classicisme, classique | = Forteresse, fort(ification) | = Maison (noble)         | = Style Beaux-Arts     |
| Palais           | Palais           | = Commanderie            | = Gothique (flamboyant)       | = Néo-baroque            | = Style Second Empire  |
| Ruine ou disparu | Ruine, disparu   | = Château pinardier      | = Hôtel particulier           | = Néo-classique          | = Style italianisant   |
|                  |                  | = Demeure seigneuriale   | ... = Style Louis XII...XVI   | = Néo-gothique           | = Style troubadour     |
|                  |                  | = Éclectisme             | = Logis (seigneurial)         | = Néo-Renaissance        | = Villa (de Nice)      |
| Baroque, rococo  | Baroque, rococo  | = Édifice religieux      | = Motte castrale/féodale      | = Pavillon de chasse     | = Styles du XXe siècle |

| Type                                           | Château                                           | Commune                                | Protection                                                                             | Notes                                                              | Coordonnées                 | Illustration |
| ---------------------------------------------- | ------------------------------------------------- | -------------------------------------- | -------------------------------------------------------------------------------------- | ------------------------------------------------------------------ | --------------------------- | ------------ |
| Château fort · Renaissance · Bastide           | Château d'Aiguines                                | Aiguines                               | Inscrit MH (1993) · Classé MH (1995) · Notice no PA00125718                            | Moyen Âge, XVIIe et XVIIIe siècles                                 | 43° 46′ 25″ N, 6° 14′ 28″ E |              |
| Bastide                                        | Château des Anglades                              | Hyères                                 |                                                                                        |                                                                    | 43° 07′ 58″ N, 6° 10′ 44″ E |              |
| Château fort · Ruine ou disparu                | Bourg castral d'Arquinaut                         | Tourtour                               | Notice no IA83001293                                                                   | XIIe siècle                                                        | 43° 34′ 37″ N, 6° 20′ 07″ E |              |
| Forteresse, fort(ification) · Ruine ou disparu | Bourg castral d'Artigues                          | Artigues                               | Notice no IA83001208                                                                   | XIe siècle                                                         | 43° 34′ 35″ N, 6° 24′ 05″ E |              |
| Renaissance · Bastide                          | Château d'Artigues                                | Artigues                               |                                                                                        | XVIe siècle                                                        | 43° 35′ 36″ N, 5° 48′ 38″ E |              |
| Château fort · Commanderie · Ruine ou disparu  | Château d'Astros                                  | Vidauban                               | « Photo », notice no IVR93_19818300288ZA                                               | Moyen Âge, château vieux et château neuf, commanderie de Templiers | 43° 25′ 59″ N, 6° 24′ 57″ E |              |
| Domaine viticole                               | Château de l'Aumérade                             | Pierrefeu-du-Var                       |                                                                                        |                                                                    | 43° 15′ 28″ N, 6° 08′ 44″ E |              |
| Villa · (Néo-)Palladianisme                    | Château Aurélien                                  | Fréjus                                 | Inscrit MH (1989) · Notice no PA00081782 · Notice no IA83000715 · Notice no IA83000390 | XIXe siècle                                                        | 43° 26′ 41″ N, 6° 44′ 33″ E |              |
| Forteresse, fort(ification)                    | Fort de Balaguier                                 | La Seyne-sur-Mer                       | Inscrit MH (1975) · Notice no PA00081736                                               | XVIIe et XVIIIe siècles, XIXe siècle                               | 43° 05′ 40″ N, 5° 54′ 40″ E |              |
| Manoir, gentilhommière                         | Château Barbeyrolles                              | Gassin                                 | Notice no IA00047557                                                                   | Antérieure à 1808                                                  | 43° 14′ 14″ N, 6° 35′ 37″ E |              |
| Château fort · Ruine ou disparu                | Château de Bargème (Château des Pontevès)         | Bargème                                |                                                                                        | Moyen Âge                                                          | 43° 43′ 49″ N, 6° 34′ 19″ E |              |
| Forteresse, fort(ification)                    | Fort du Bau Pointu                                | Toulon                                 |                                                                                        |                                                                    |                             |              |
| Bastide                                        | Château de la Baume                               | Tourtour                               | Notice no IA83000421                                                                   | XVIIe et XVIIIe siècles                                            | 43° 35′ 56″ N, 6° 17′ 07″ E |              |
| Forteresse, fort(ification)                    | Fort de la Bayarde                                | Carqueiranne                           |                                                                                        |                                                                    |                             |              |
| Forteresse, fort(ification)                    | Tour Beaumont                                     | Toulon                                 | Inscrit MH (2014) · Notice no PA83000034                                               | XIXe siècle                                                        | 43° 09′ 00″ N, 5° 55′ 45″ E |              |
|                                                | Château des Beckam                                | Bargemon                               |                                                                                        |                                                                    |                             |              |
|                                                | Château de Berne                                  | Lorgues                                |                                                                                        |                                                                    |                             |              |
| Renaissance · Néo-gothique                     | Château Bertaud                                   | Gassin                                 | Notice no IA00047549                                                                   | XVIe et XIXe siècles                                               | 43° 15′ 43″ N, 6° 35′ 46″ E |              |
|                                                | Château Borelli                                   | Saint-Tropez                           |                                                                                        |                                                                    |                             |              |
| Classicisme, classique                         | Château du Bouillidou                             | Le Cannet-des-Maures                   | Notice no IA00064393 Notice no IA83000375                                              | XVIIIe et XIXe siècles                                             | 43° 23′ 50″ N, 6° 20′ 45″ E |              |
|                                                | Château de Brégançon                              | Bormes-les-Mimosas                     |                                                                                        |                                                                    |                             |              |
| Forteresse, fort(ification)                    | Fort de Brégançon                                 | Bormes-les-Mimosas                     | Classé MH (1968) · Notice no PA00081548 · Notice no IA83001244 · Site classé (1924)    | XIIIe et XVIIe siècles                                             | 43° 05′ 33″ N, 6° 19′ 21″ E |              |
|                                                | Château médiéval de Callian                       | Callian                                |                                                                                        |                                                                    |                             |              |
| Manoir, gentilhommière                         | Manoir du Canadel                                 | Brignoles                              |                                                                                        | XVIIIe siècle, possédé par George et Amal Clooney                  | 43° 25′ 24″ N, 6° 05′ 57″ E |              |
| Forteresse, fort(ification)                    | Batterie basse du Cap Blanc Bénat                 | Bormes-les-Mimosas                     |                                                                                        |                                                                    |                             |              |
| Forteresse, fort(ification)                    | Batterie du Cap Léoube                            | Bormes-les-Mimosas                     |                                                                                        |                                                                    |                             |              |
| Forteresse, fort(ification)                    | Batterie du Cap Nègre                             | Six-Fours-les-Plages                   |                                                                                        | XIXe siècle                                                        | 43° 06′ 01″ N, 5° 48′ 22″ E |              |
|                                                | Tour de la Capitainerie                           | Saint-Tropez                           |                                                                                        |                                                                    |                             |              |
|                                                | Château de Carcès                                 | Carcès                                 |                                                                                        |                                                                    |                             |              |
|                                                | Château Castel-Ombre                              | Ollioules                              |                                                                                        |                                                                    |                             |              |
|                                                | Château du Castellet                              | Le Castellet                           |                                                                                        |                                                                    |                             |              |
|                                                | Château de Chanteraine                            | Aiguines                               |                                                                                        |                                                                    |                             |              |
|                                                | Tour du Château                                   | La Garde                               |                                                                                        |                                                                    |                             |              |
|                                                | Château de Chausse                                | La Croix-Valmer                        |                                                                                        |                                                                    |                             |              |
| Néo-classique                                  | Château du Clos Meunier                           | Le Pradet                              |                                                                                        | mairie                                                             | 43° 06′ 27″ N, 6° 01′ 16″ E |              |
| Néo-classique                                  | Château de Colbert                                | Le Cannet-des-Maures (Basse Verrerie)  | Notice no IA00064391                                                                   | XIXe siècle                                                        | 43° 21′ 31″ N, 6° 23′ 29″ E |              |
| Forteresse, fort(ification) · Ruine ou disparu | Fort de la Colle Noire (Batterie de Carqueiranne) | Le Pradet                              | Notice no IA83001461                                                                   | XVIIIe et XIXe siècles                                             | 43° 05′ 24″ N, 6° 02′ 50″ E |              |
| Éclectisme                                     | Château de La Colle Noire (Château Dior)          | Montauroux                             |                                                                                        | XIXe et XXe siècles                                                | 43° 35′ 52″ N, 6° 47′ 18″ E |              |
| Château fort · Palais                          | Palais des comtes de Provence                     | Brignoles                              | Inscrit MH (1987) · Notice no PA00081560 · Notice no M0932                             | XIIIe siècle, musée                                                | 43° 24′ 15″ N, 6° 03′ 42″ E |              |
|                                                | Oppidum de la Courtine                            | Ollioules                              |                                                                                        |                                                                    |                             |              |
| Forteresse, fort(ification)                    | Fort de la Croix Faron                            | Toulon                                 |                                                                                        | XVIIIe siècle                                                      | 43° 08′ 42″ N, 5° 57′ 42″ E |              |
|                                                | Château des Demoiselles                           | La Motte                               |                                                                                        |                                                                    |                             |              |
|                                                | Château d'Entrecasteaux                           | Entrecasteaux                          |                                                                                        |                                                                    |                             |              |
|                                                | Château de l'Eouvière                             | Montmeyan                              |                                                                                        |                                                                    |                             |              |
| Néo-classique                                  | Château d'Esclans                                 | La Motte                               | Notice no IA83000401                                                                   | XIXe siècle                                                        | 43° 31′ 44″ N, 6° 34′ 06″ E |              |
|                                                | Château d'Évenos                                  | Évenos                                 |                                                                                        |                                                                    |                             |              |
| Ruine ou disparu                               | Château des évêques de Marseille                  | Châteauvert                            |                                                                                        |                                                                    |                             |              |
| Forteresse, fort(ification)                    | Fort Faron                                        | Toulon                                 |                                                                                        |                                                                    |                             |              |
|                                                | Tour Fondue                                       | Presqu'île de Giens                    |                                                                                        |                                                                    |                             |              |
|                                                | Château Forbin                                    | Solliès-Pont                           |                                                                                        |                                                                    |                             |              |
| Ruine ou disparu                               | Castelas de Forcalqueiret                         | Forcalqueiret                          |                                                                                        |                                                                    |                             |              |
| Château fort · Ruine ou disparu                | Vieux Château de Fos                              | Le Cannet-des-Maures (Le Vieux-Cannet) | Notice no IA00064565                                                                   | Moyen Âge                                                          | 43° 24′ 05″ N, 6° 20′ 55″ E |              |
|                                                | Cité épiscopale de Fréjus                         | Fréjus                                 |                                                                                        |                                                                    |                             |              |
|                                                | Remparts de Fréjus                                | Fréjus                                 |                                                                                        |                                                                    |                             |              |
| Maison (noble)                                 | Château Gallieni                                  | Fréjus                                 | Notice no IA83000675                                                                   | XIXe siècle                                                        | 43° 25′ 51″ N, 6° 45′ 39″ E |              |
|                                                | Château du Galoupet                               | La Londe-les-Maures                    |                                                                                        |                                                                    |                             |              |
|                                                | Château des Garcinières                           | Cogolin                                |                                                                                        |                                                                    |                             |              |
| Forteresse, fort(ification)                    | Fortin de la Gavaresse                            | Le Pradet                              |                                                                                        |                                                                    |                             |              |
|                                                | Pennes de la Gayole                               | La Celle                               |                                                                                        |                                                                    |                             |              |
| Forteresse, fort(ification)                    | Fort Gibron                                       | Correns                                |                                                                                        |                                                                    |                             |              |
|                                                | Château de Giens                                  | Presqu'île de Giens                    |                                                                                        |                                                                    |                             |              |
| Forteresse, fort(ification)                    | Fort du Lt Girardon                               | Toulon                                 |                                                                                        |                                                                    |                             |              |
| Forteresse, fort(ification)                    | Fort du Grand Saint Antoine                       | Toulon                                 |                                                                                        |                                                                    |                             |              |
|                                                | Château de Grimaud                                | Grimaud                                |                                                                                        |                                                                    |                             |              |
| Château fort · Ruine ou disparu                | Tour de Grimaud (ou Grimaldi)                     | Tourtour                               |                                                                                        | XIIe siècle                                                        | 43° 35′ 55″ N, 6° 17′ 27″ E |              |
|                                                | Tour de l'Horloge                                 | Cogolin                                |                                                                                        |                                                                    |                             |              |
|                                                | Tour de l'Hubac                                   | Toulon                                 |                                                                                        |                                                                    |                             |              |
| Ruine ou disparu                               | Château d'Hyères (Château Saint Bernard)          | Hyères                                 |                                                                                        |                                                                    |                             |              |
|                                                | Tour de l'Île d'Or                                | Saint-Raphaël                          |                                                                                        |                                                                    |                             |              |
|                                                | Tour Jarlier                                      | Saint-Tropez                           |                                                                                        |                                                                    |                             |              |
|                                                | Château de Julhans                                | Roquefort-la-Bédoule                   |                                                                                        |                                                                    |                             |              |
| Bastide                                        | Château de Laval (Vieux château)                  | Tourtour                               |                                                                                        | galerie d'art                                                      | 43° 35′ 24″ N, 6° 18′ 06″ E |              |
|                                                | Château de Léoube                                 | Bormes-les-Mimosas                     |                                                                                        |                                                                    |                             |              |
|                                                | Château Marguerite                                | Ollioules                              |                                                                                        |                                                                    |                             |              |
|                                                | Château des Marres                                | Ramatuelle                             |                                                                                        |                                                                    |                             |              |
|                                                | Château La Martinette                             | Lorgues                                |                                                                                        |                                                                    |                             |              |
| Domaine viticole                               | Château de Mauvanne                               | Hyères                                 |                                                                                        |                                                                    |                             |              |
| Forteresse, fort(ification)                    | Fort de Mauvanne                                  | La Londe-les-Maures                    |                                                                                        |                                                                    |                             |              |
|                                                | Château de Mazaugues                              | Mazaugues                              |                                                                                        |                                                                    |                             |              |
|                                                | Château Mentone                                   | Saint-Antonin-du-Var                   |                                                                                        |                                                                    |                             |              |
|                                                | Château de la Messardière                         | Saint-Tropez                           |                                                                                        | Hôtel                                                              |                             |              |
| Domaine viticole                               | Château Minuty                                    | Gassin                                 |                                                                                        |                                                                    |                             |              |
|                                                | Château de Moissac-Bellevue                       | Moissac-Bellevue                       |                                                                                        |                                                                    |                             |              |
| Forteresse, fort(ification)                    | Fortifications du Mont Caume                      | Toulon                                 |                                                                                        |                                                                    |                             |              |
|                                                | Château Montagne                                  | Pierrefeu-du-Var                       |                                                                                        |                                                                    |                             |              |
|                                                | Château de Montauban                              | Ollioules                              |                                                                                        |                                                                    |                             |              |
|                                                | Château de Montfort-sur-Argens                    | Montfort-sur-Argens                    |                                                                                        |                                                                    |                             |              |
|                                                | Castrum de la Motte des Baumes                    | La Roquebrussanne                      |                                                                                        |                                                                    |                             |              |
|                                                | Château de la Moutte                              | Saint-Tropez                           |                                                                                        | propriété du Conservatoire du littoral                             |                             |              |
|                                                | Château de Nans                                   | Nans-les-Pins                          |                                                                                        |                                                                    |                             |              |
|                                                | Château féodal d'Ollioules                        | Ollioules                              |                                                                                        |                                                                    |                             |              |
|                                                | Château d'Ollioules (second)                      | Ollioules                              |                                                                                        |                                                                    |                             |              |
| Forteresse, fort(ification)                    | Batterie de Peyras                                | La Seyne-sur-Mer                       |                                                                                        |                                                                    |                             |              |
| Forteresse, fort(ification)                    | Fort Pipaudon                                     | Évenos                                 |                                                                                        |                                                                    |                             |              |
|                                                | Château de Pontevès                               | Pontevès                               |                                                                                        |                                                                    |                             |              |
|                                                | Tour du Portale                                   | Saint-Tropez                           |                                                                                        |                                                                    |                             |              |
| Renaissance                                    | Château de Raphélis                               | Tourtour                               |                                                                                        | XVIe siècle, mairie                                                | 43° 35′ 19″ N, 6° 18′ 11″ E |              |
|                                                | Château du Reclos                                 | Bargemon                               |                                                                                        |                                                                    |                             |              |
| Forteresse, fort(ification)                    | Fortin du Restefond                               | Jausiers                               |                                                                                        |                                                                    |                             |              |
|                                                | Château de Robernier                              | Montfort-sur-Argens                    |                                                                                        |                                                                    |                             |              |
| Château fort                                   | Château des Rogiers                               | Le Cannet-des-Maures                   | Notice no IA00064381                                                                   | Moyen Âge, XVIe et XVIIIe siècles                                  |                             |              |
|                                                | Château de La Roquebrussanne                      | La Roquebrussanne                      |                                                                                        |                                                                    |                             |              |
| Forteresse, fort(ification)                    | Village fortifié de Roquefort                     | Roquefort-la-Bédoule                   |                                                                                        |                                                                    |                             |              |
|                                                | Château Roubine                                   | Lorgues                                |                                                                                        |                                                                    |                             |              |
|                                                | Château de Saint-Amé                              | Ramatuelle                             |                                                                                        |                                                                    |                             |              |
| Forteresse, fort(ification)                    | Citadelle Saint-Antoine                           | Fréjus                                 | Classé MH (1886) · Notice no PA00081609 · Notice no IA83000662                         | Ier siècle                                                         | 43° 25′ 48″ N, 6° 44′ 12″ E |              |
| Ruine ou disparu                               | Castrum Saint-Jean                                | Rougiers                               |                                                                                        |                                                                    |                             |              |
| Château fort                                   | Château de Saint-Martin-de-Pallières              | Saint-Martin-de-Pallières              | Inscrit MH (1993) · Notice no PA83000013 · Notice no IA83000408 · Notice no SPR9300037 | Moyen Âge, XVIIe et XVIIIe siècles, XIXe siècle                    | 43° 35′ 19″ N, 5° 53′ 08″ E |              |
|                                                | Château Saint-Maur                                | Cogolin                                |                                                                                        |                                                                    |                             |              |
|                                                | Château Saint-Pierre                              | Les Arcs                               |                                                                                        |                                                                    |                             |              |
| Ruine ou disparu                               | Château de Saint-Sauveur                          | Rocbaron                               |                                                                                        |                                                                    |                             |              |
|                                                | Château Saint-Tropez                              | Saint-Tropez                           |                                                                                        |                                                                    |                             |              |
| Forteresse, fort(ification)                    | Citadelle de Saint-Tropez                         | Saint-Tropez                           |                                                                                        |                                                                    |                             |              |
|                                                | Château Sainte-Anne                               | Évenos                                 |                                                                                        |                                                                    |                             |              |
| Domaine viticole                               | Château Sainte-Roseline                           | Les Arcs                               |                                                                                        |                                                                    |                             |              |
|                                                | Château Sainte-Suzane                             | Vins-sur-Caramy                        |                                                                                        |                                                                    |                             |              |
|                                                | Tour San Rafeu                                    | Saint-Raphaël                          |                                                                                        |                                                                    |                             |              |
|                                                | Château des Seigneurs de Fos                      | Bormes-les-Mimosas                     |                                                                                        |                                                                    |                             |              |
| Forteresse, fort(ification)                    | Fort de Six-Fours                                 | Six-Fours-les-Plages                   |                                                                                        |                                                                    |                             |              |
|                                                | Tour Suffren                                      | Saint-Tropez                           |                                                                                        |                                                                    |                             |              |
|                                                | Château de Taulane                                | La Martre                              |                                                                                        |                                                                    |                             |              |
| Château fort · Ruine ou disparu                | Bourg castral de Taurenne                         | Tourtour                               | Notice no IA83001202                                                                   | XIe siècle                                                         | 43° 36′ 29″ N, 6° 17′ 19″ E |              |
| Château fort · Domaine viticole                | Château de Taurenne                               | Aups                                   | Inscrit MH (1989) · Notice no PA00081780                                               | XIVe et XVe siècles, XIXe siècle                                   | 43° 36′ 05″ N, 6° 16′ 00″ E |              |
|                                                | Château de Thoron                                 | Artignosc-sur-Verdon                   |                                                                                        |                                                                    |                             |              |
|                                                | Château de La Tourelle                            | Ollioules                              |                                                                                        |                                                                    |                             |              |
|                                                | Château Trémouriès                                | Cogolin                                |                                                                                        |                                                                    |                             |              |
|                                                | Château de Trigance                               | Trigance                               |                                                                                        |                                                                    |                             |              |
|                                                | Château de Valbelle                               | Tourves                                |                                                                                        |                                                                    |                             |              |
| Néo-classique                                  | Château de Valbourgès                             | La Motte                               | Notice no IA83000402                                                                   | XIXe siècle                                                        | 43° 29′ 05″ N, 6° 30′ 50″ E |              |
|                                                | Château Vallon                                    | Ollioules                              |                                                                                        |                                                                    |                             |              |
|                                                | Château de Vaucouleurs                            | Puget-sur-Argens                       |                                                                                        | XVIIIe et XIXe siècles                                             |                             |              |
|                                                | Château Vaudois                                   | Roquebrune-sur-Argens                  |                                                                                        |                                                                    |                             |              |
|                                                | Château de La Verdière                            | La Verdière                            |                                                                                        |                                                                    |                             |              |
|                                                | Château de Vérignon                               | Vérignon                               |                                                                                        |                                                                    |                             |              |
|                                                | Tour Vieille                                      | Saint-Tropez                           |                                                                                        |                                                                    |                             |              |
|                                                | Château du Vieux-Nans                             | Nans-les-Pins                          |                                                                                        |                                                                    |                             |              |
| Forteresse, fort(ification)                    | Fort des Vieux-Pomets                             | Toulon                                 |                                                                                        |                                                                    |                             |              |
|                                                | Château de Vins                                   | Vins-sur-Caramy                        |                                                                                        |                                                                    |                             |              |
|                                                | Château Volterra                                  | Ramatuelle                             |                                                                                        |                                                                    |                             |              |